# Verlag St. Peter
Der Verlag St. Peter ist der Verlag der Erzabtei St. Peter in Salzburg.

## Gründungsgeschichte
Der Verlag ging aus dem „Rupertuswerk“ hervor, das im Herbst 1945 in der Benediktiner-Erzabtei St. Peter von P. Adalbero Raffelsberger gegründet wurde. Der unmittelbare Anlass war das liturgische Apostolat unter Raffelsbergers Leitung; Texte und Begleitstücke wurden für die Messfeier im Kreis der Erzabtei benötigt. Darüber hinaus wurden religiös-kulturelle Schriften, Kunstkarten und Andachtsbildchen verlegt. Im Juli 1946 wurde der Verlag unter dem Namen „Verlag Rupertuswerk“ von der US-amerikanischen Besatzungsmacht konzessioniert. Allein im Jahr 1946 wurden 1.950.000 Messtexte für Sonn- und Feiertage vertrieben. Noch unter P. Adalbero († 1952) erfolgte die Herausgabe der Einheitslieder der österreichischen Bistümer, eines Vorläufers des heutigen Gebet- und Gesangsbuches Gotteslob. Die Wirtschaftslage der ersten Jahre des Verlages waren prekär und basierte zu einem nicht geringen Teil auf den freiwilligen Arbeitsleistungen von Oblaten, Laienbrüdern des Klosters und den Schülern des Juvenats. 1963 erfolgte die offizielle Umbenennung in „Verlag St. Peter“.

## Verlagsprofil
Gemäß dem Gründungsauftrag blieb das Verlagsprogramm überwiegend kirchlich mit einem Schwerpunkt auf Liturgie, kirchlicher Kunst und monastischer Theologie. Ein besonders erfolgreiches Buch der Nachkriegszeit war der erste Bildband im Kupfertiefdruck, Heinrich Dekkers Salzburger Flügelaltäre des Veit Stoß (1950) mit einer englischen Ergänzungsbroschüre. Ein vermutlich 1498 für eine Kapelle des Salzburger Domes geschaffener Altar, der sich seit 1885 in der Johanneskapelle des Stiftes Nonnberg befindet, war bislang nicht als Schöpfung von Veit Stoß bekannt gewesen, mit Dekkers Publikation „wurde er Stoss oder einem seiner Gesellen zugeschrieben.“ Generell rückte die sakrale Kunst in den Mittelpunkt des Verlagsinteresses. Kunstmonographien über Österreichs Bundesländer erschienen, darunter 1963 Das Waldviertel, das mehr als zehnmal aufgelegt wurde.
Die Erfolgsgeschichte des Verlags in der Gattung Kirchenführer ist vergleichbar mit jener des Regensburger Konkurrenten Schnell und Steiner. In Salzburg begann man im Jahr 1957 unter dem Titel „Christliche Kunststätten Österreichs“ mit einer Reihe, die inzwischen über sechs Millionen Exemplare hervorgebracht hat. Zusätzlich zu den Führern druckt der Verlag Andachtsbilder und Postkarten.
In den 1980er Jahren kam es zu gelegentlichen Kooperationsprojekten mit dem ebenfalls in Salzburg beheimateten Otto Müller Verlag.

## Verlagsleiter
| - Adalbero Raffelsberger OSB (1945–1952) - Friedrich Hermann OSB (1952–1962) - Rudolf Weiger (1962–1968) - Hans Hanke (1968–1969) | - Paulus (Bruno) Hirt OSB (1969–1972) - Reinhard Rinnerthaler (1973–2010) - Reinfried Kößlbacher (2011–2016) - Georg Stadler (seit 2017) |

## Bekannte Autoren (in Auswahl)
| - Benedikt Reetz - Johannes Neuhardt - Adolf Hahnl - Alfred Schmeller | - Franz Eppel - Petrus Klotz - Erna Putz - Reinhard Rinnerthaler |